# Stari grad (Belgrade)
Pour les articles homonymes, voir Stari Grad.
Stari grad, la « vieille ville » (en serbe cyrillique : Стари град), est une municipalité de Serbie. Elle figure parmi les 17 municipalités constituant la ville de Belgrade et elle fait partie des 10 municipalités urbaines qui composent la ville de Belgrade intra muros. Stari grad est la partie la plus centrale et la plus ancienne de la capitale serbe. Au recensement de 2011, elle comptait 48 061 habitants.
Stari grad abrite des lieux célèbres dans toute la Serbie, comme la place des Étudiants (Studentski trg), la rue du Prince Michel ou la place de la République. Sur son territoire, se trouvent la forteresse de Belgrade et le parc de Kalemegdan, le jardin botanique de Jevremovac et le zoo de Belgrade. Stari grad s’enrichit également d’un grand nombre de musées, dont le plus important est le musée national de Serbie, ainsi que d'institutions culturelles, comme l'université de Belgrade, le Théâtre national ou encore l'Académie serbe des sciences et des arts.

## Géographie
Stari grad se trouve sur la pointe la plus septentrionale de la région de Šumadija. La forteresse de Belgrade, dans le parc de Kalemegdan, domine la Grande Île de la guerre et le confluent de la Save et du Danube. Avec la municipalité de Novi Beograd, la municipalité de Stari grad est la seule des 17 municipalités constituant la ville de Belgrade à se trouver sur les rives de ces deux cours d'eau.
La municipalité de Stari grad s'étend sur 7 km2, ce qui en fait la place en avant dernière position dans la ville, après Vračar. Elle est entourée par les municipalités de Paliula à l'est, Vračar au sud-est et Savski venac au sud. La Save la sépare de la municipalité de Novi Beograd (à l'ouest) et le Danube de celle de Zemun (au nord-ouest).
Sur le Danube est situé le port de Belgrade.

## Histoire
Même si Stari grad englobe quelques-unes des parties les plus anciennes de la capitale serbe, la municipalité elle-même a été créée le 1er janvier 1957 par la réunion de la municipalité de Skadarlija et d'une partie de celle de Terazije.

## Quartiers

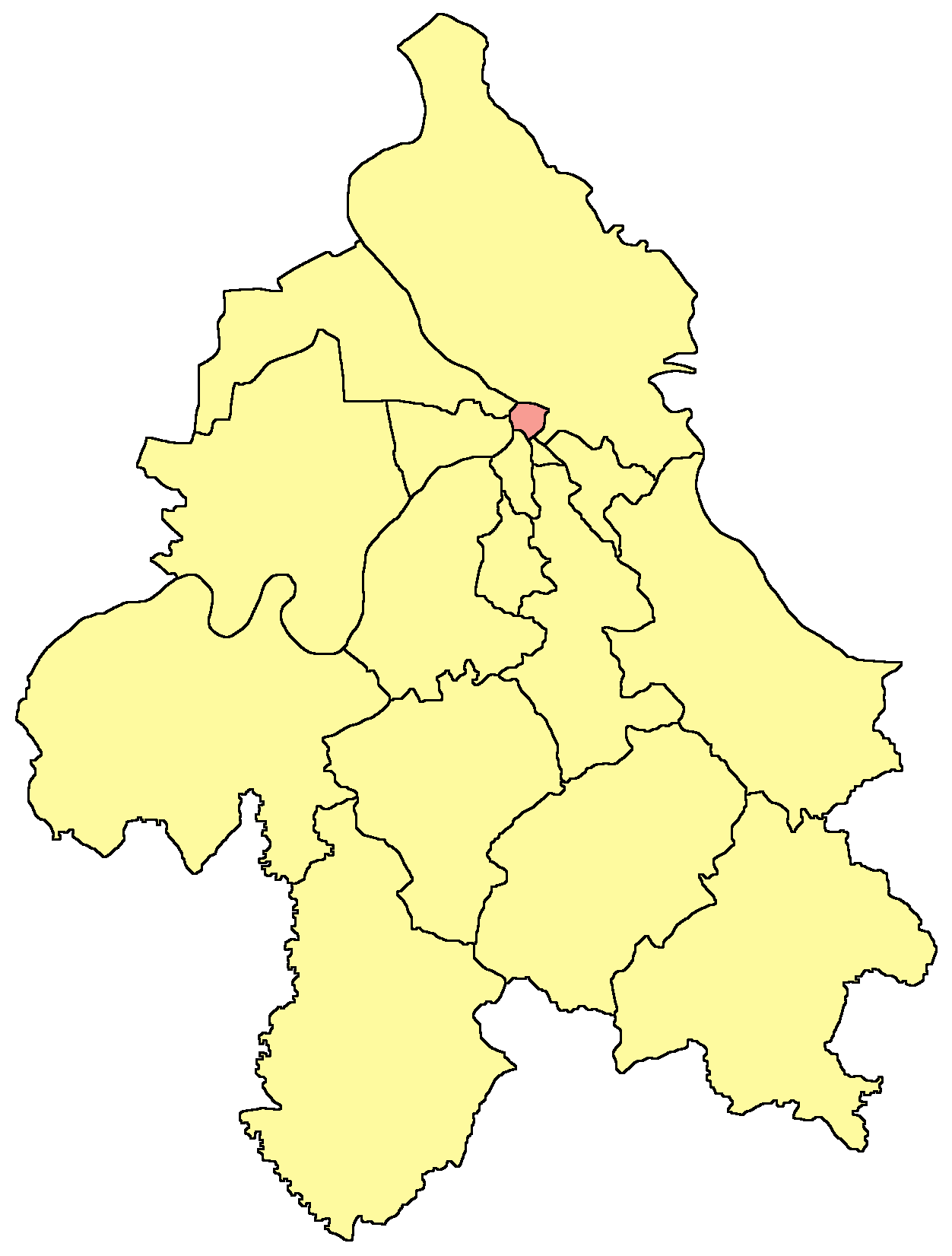
Situation de Stari grad dans le district de Belgrade

La municipalité de Stari grad est composée des quartiers suivants :
| - Andrićev venac - Dorćol - Jalija - Jevremovac | - Kalemegdan - Kopitareva gradina - Kosančićev venac - London | - Skadarlija - Stari grad - Studentski trg - Terazije | - Terazijska Terasa - Trg Nikole Pašića - Trg Republike |

## Démographie

### Évolution historique de la population
Tout comme Savski venac et Vračar, Stari Grad connaît une importante dépopulation. En revanche, la municipalité reste la plus densément peuplée de toutes les municipalités de Serbie.
| 1961   | 1971   | 1981   | 1991   | 2002   | 2011   |
| ------ | ------ | ------ | ------ | ------ | ------ |
| 96 517 | 83 742 | 73 767 | 68 552 | 55 543 | 48 061 |

## Religion

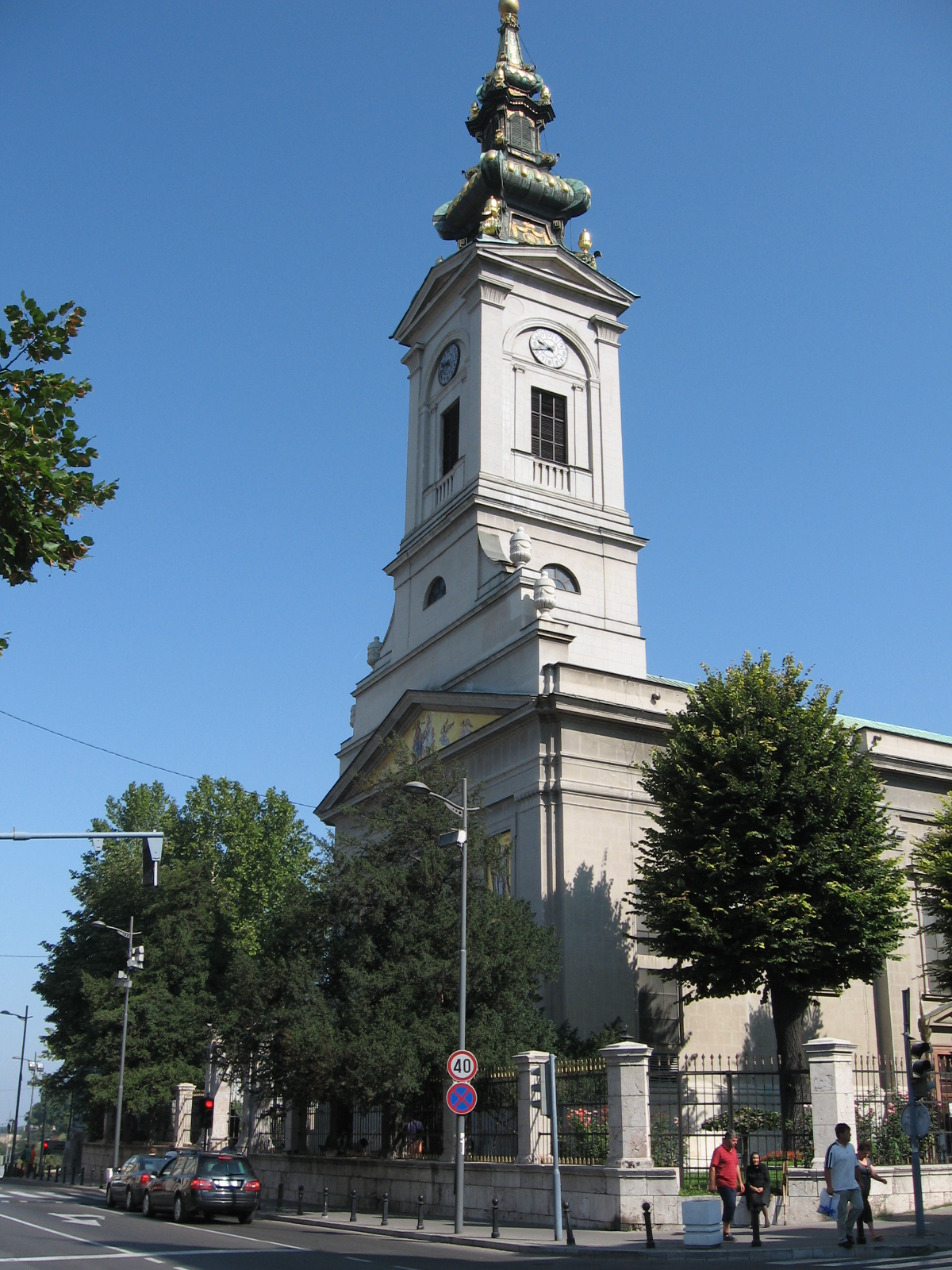
La cathédrale Saint-Michel de Belgrade

Sur le plan religieux, la municipalité de Stari grad est essentiellement peuplée de Serbes orthodoxes. Elle relève de l'archevêché de Belgrade-Karlovci (en serbe cyrillique : Архиепископија београдско-карловачка), qui a son siège à Belgrade.

## Politique

### Élections locales de 2008
À la suite des élections locales serbes de 2008, les 56 sièges de l'assemblée municipale de Stari grad se répartissaient de la manière suivante, :
| Parti                        | Sièges |
| ---------------------------- | ------ |
| Parti démocratique           | 22     |
| Parti radical serbe          | 11     |
| Parti démocratique de Serbie | 9      |
| Parti libéral-démocrate      | 8      |
| G17 Plus                     | 6      |

Mirjana Božidarević, membre du Parti démocratique du président Boris Tadić, a été réélue présidente (maire) de la municipalité de Stari grad.

### Élections locales de 2012
À la suite des élections locales serbes de 2012, les 56 sièges de l'assemblée municipale de Stari grad se répartissaient de la manière suivante :
| Parti                                                                         | Sièges |
| ----------------------------------------------------------------------------- | ------ |
| Un choix pour un meilleur Stari grad                                          | 27     |
| Donnons de l'élan à Stari grad (Parti progressiste serbe)                     | 9      |
| Parti démocratique de Serbie                                                  | 8      |
| Preokret                                                                      | 8      |
| Parti socialiste de Serbie - Parti des retraités unis de Serbie - Serbie unie | 4      |

Dejan Kovačević, né en 1966, membre du Parti démocratique, a été élu président de la municipalité.

## Architecture

### Biens nationaux

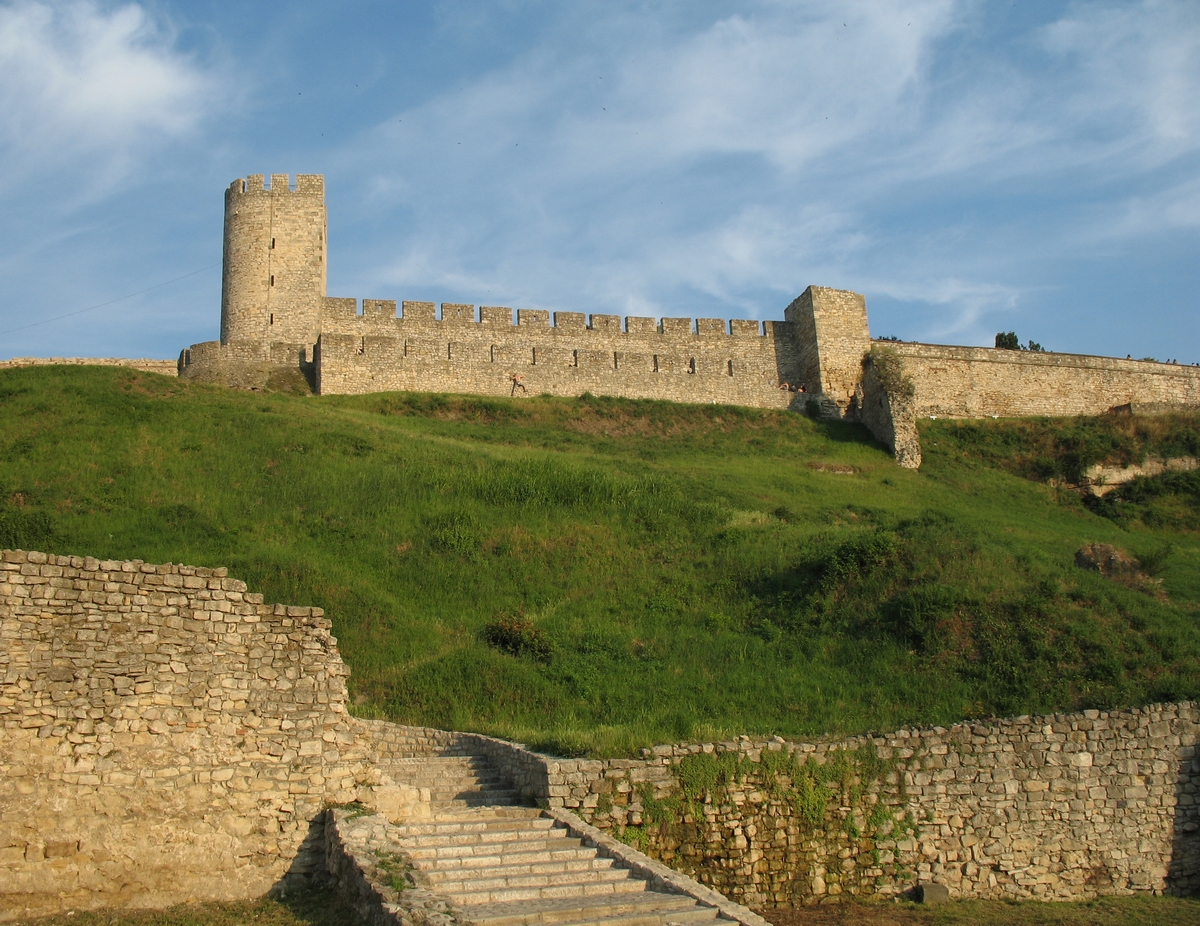
Le mur nord de la forteresse de Belgrade

La municipalité de Stari Grad abrite un grand nombre de lieux et de monuments classés sur la liste des biens culturels de grande importance de la république de Serbie. Parmi les ensembles urbains classés figure la rue Knez Mihailova, « la rue du prince Michel », l'une des plus célèbres de la capitale serbe, qui abrite des bâtiments de la seconde moitié du XIXe siècle,. Le quartier situé autour du musée de Vuk et Dositej, avec ses constructions des XVIIIe et XIXe siècles, est lui aussi classé parmi les entités spatiales historico-culturelles d'importance exceptionnelle,. Le quartier de Kosančićev venac, quant à lui, est classé parmi les entités spatiales historico-culturelles de grande importance,. Le quartier de Skadarlija est lui aussi protégé
Monuments culturels d'importance exceptionnelle
- la forteresse de Belgrade (Kalemegdan 14), du Ier siècle au XVIIIe siècle[18],[19]
- le lycée de Dositej (21 rue Gospodar Jevremova, fin du XVIIIe siècle[20],[21]
- le konak de la princesse Ljubica (8 rue Kneza Sime Markovića), 1829-1831[22],[23]
- la cathédrale Saint-Michel (3 rue Kneza Sime Markovića), 1837-1840[24],[25]
- la résidence du capitaine Miša (1 Studentski trg), 1863[26],[27]

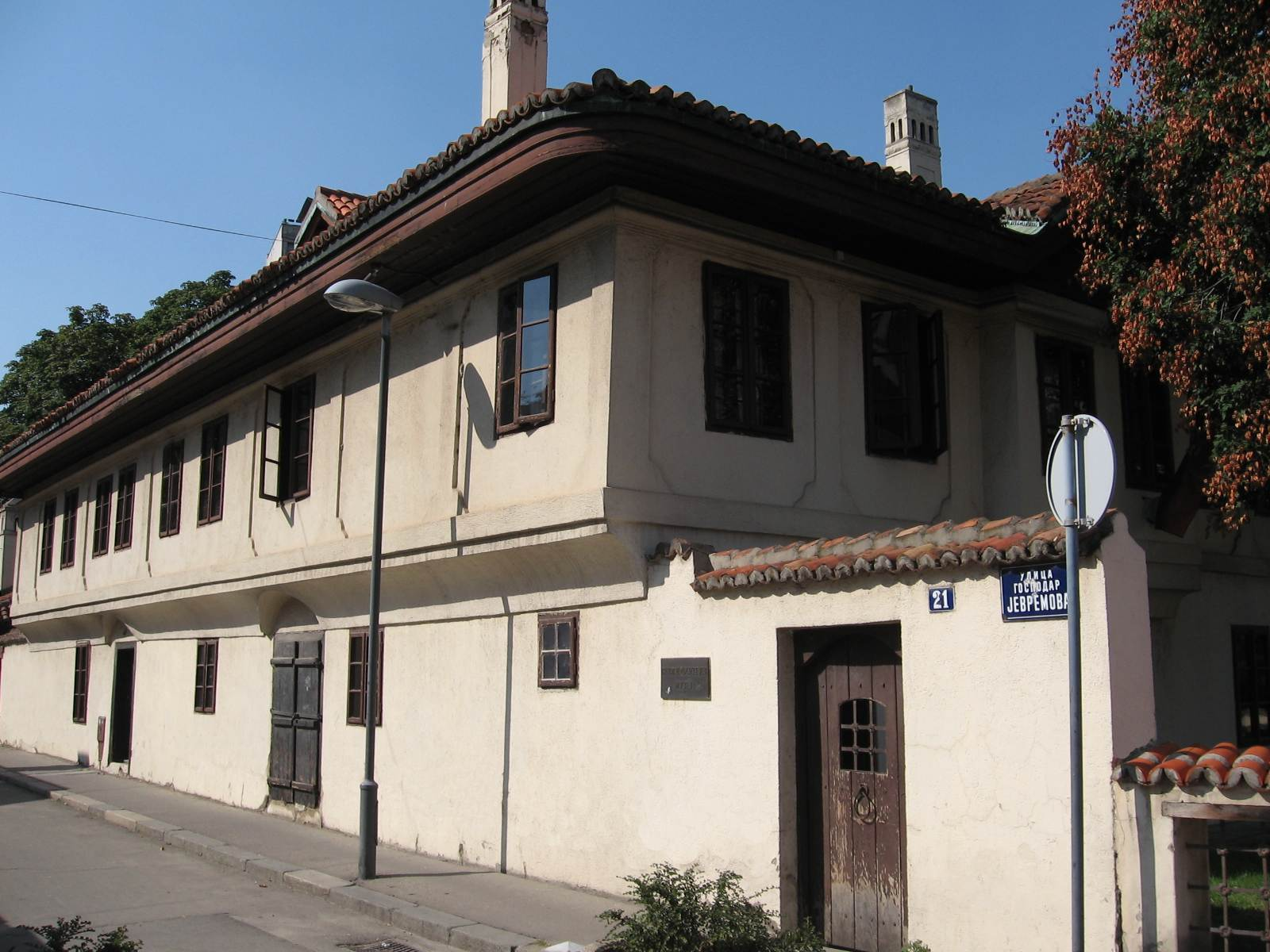
Le Musée de Dositej
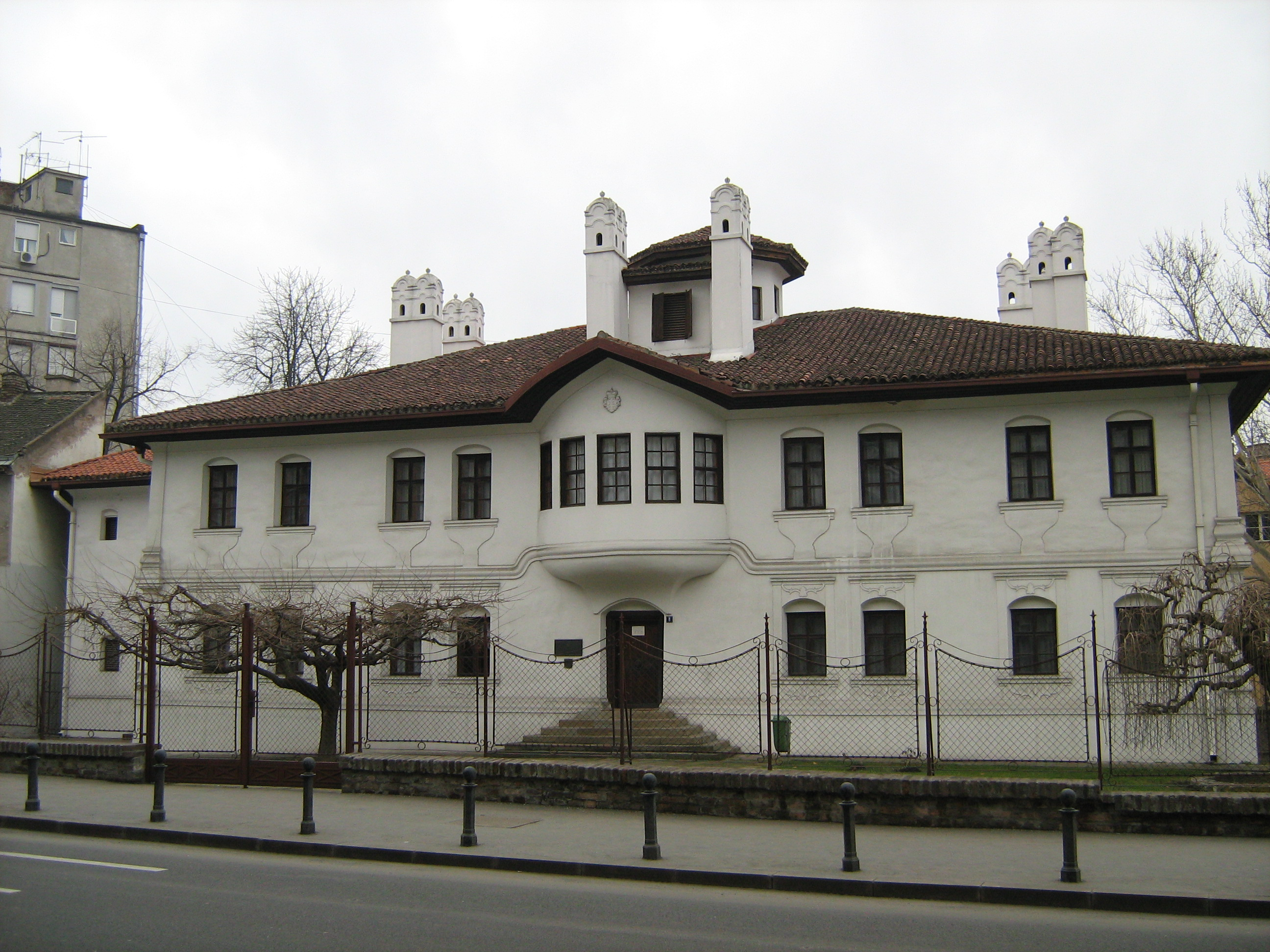
Le konak de la princesse Ljubica
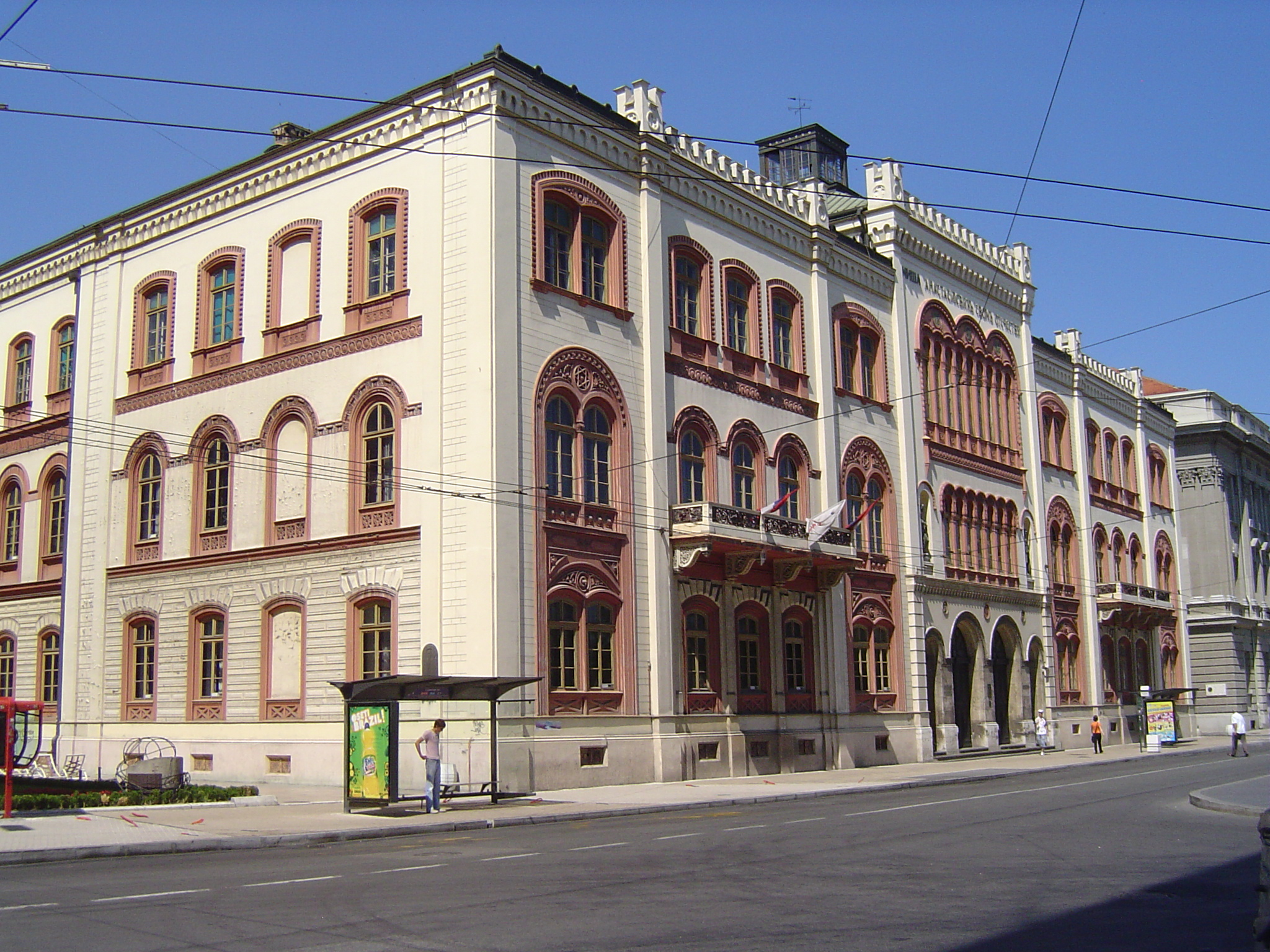
La résidence du capitaine Miša

Monuments culturels de grande importance

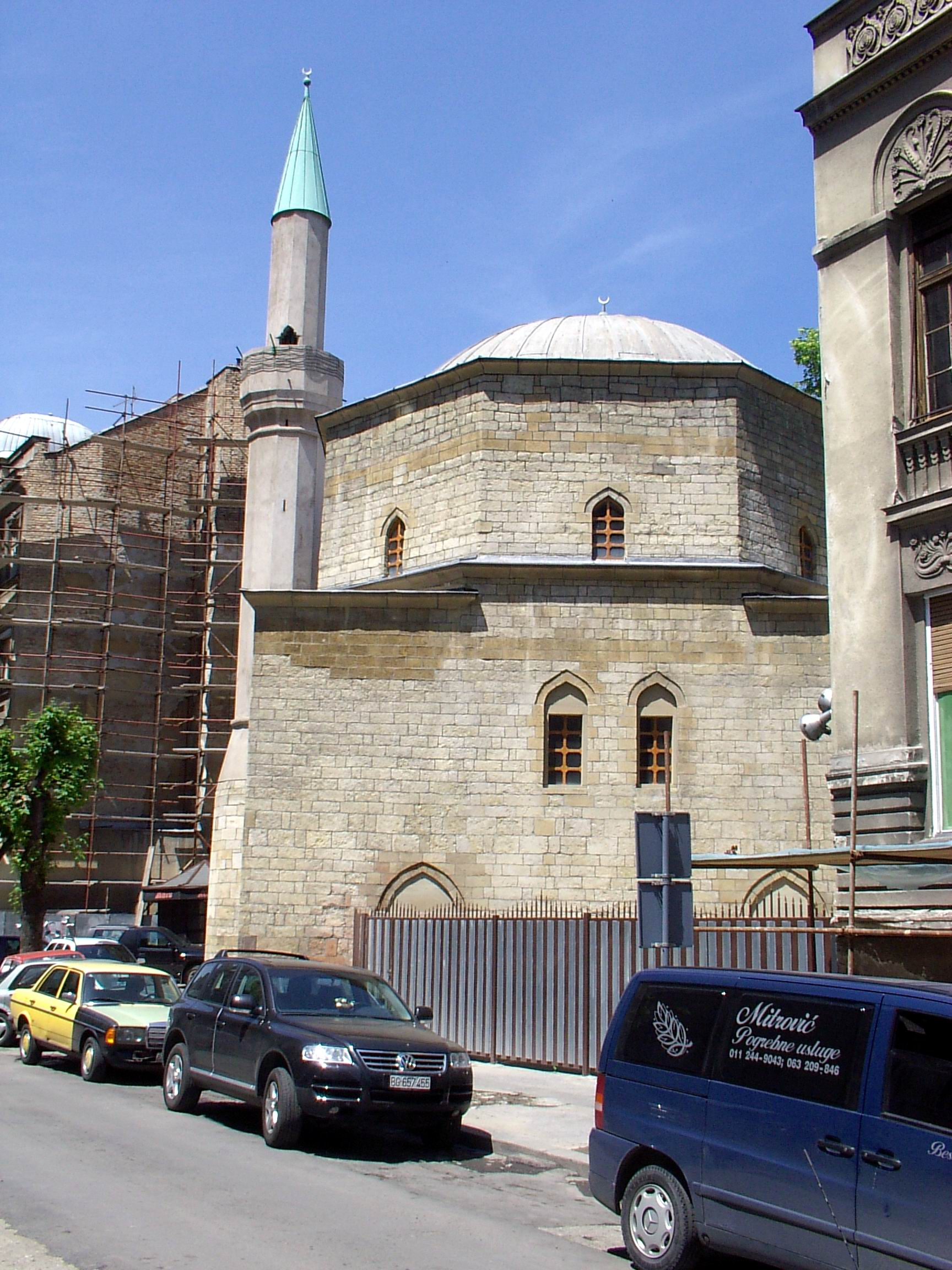
La mosquée Bajrakli

- la mosquée Bajrakli (11 rue Gospodar Jevremova), 1660-1688[28],[29]
- le turbe du cheikh Mustafa (angle des rues Višnjićeve et Braće Jugovića) (1 rue Višnjićeva), 1783-1784[30],[31]
- maison ancienne à Varoš kapija (10 rue Gračanička), fin du XVIIIe siècle[32],[33]
- la maison Božić (19 rue Gospodar Jevremova), 1836[34],[35]
- le bâtiment de la Realka (14 rue Uzun Mirkova), 1837-1838[36],[37]
- le bâtiment du ministère de l'Éducation (2 rue Kralja Milana), 1870-1871[38],[39]
- le monument du prince Michel (Trg Republike), 1882[40],[41]
- le bâtiment du ministère de la Justice (41 Terazije), 1883[42],[43]
- le bâtiment du Théâtre national (1-3 rue Francuska), 1869[44],[45]
- le bâtiment de la Banque nationale de Serbie de la rue Kralja Petra (12 rue Kralja Petra), 1889, 1922-1925[46],[47]
- le bâtiment de la fondation Nikola Spasić (33 rue Knez Mihailova), 1889[48],[49]
- la maison de Jevrem Grujić (17 rue Svetogorska), 1896[50],[51]
- le Palais Atina (28, Terazije), 1902[52],[53]
- le bâtiment du Musée national (1a Trg Republike), 1903[54],[55]
- la maison de Jovan Cvijić (5 rue Jelene Ćetković), 1905[56],[57]
- l'hôtel Moskva (1 rue Balkanska), 1906-1907[58],[59]
- l'ancien central téléphonique (47 rue Kosovska), 1908[60],[61]
- le bâtiment de la banque de Smederevo (39, Terazije), 1912[62],[63]
- le Monument de la reconnaissance à la France (Kalemegdan), 1930[64],[65]

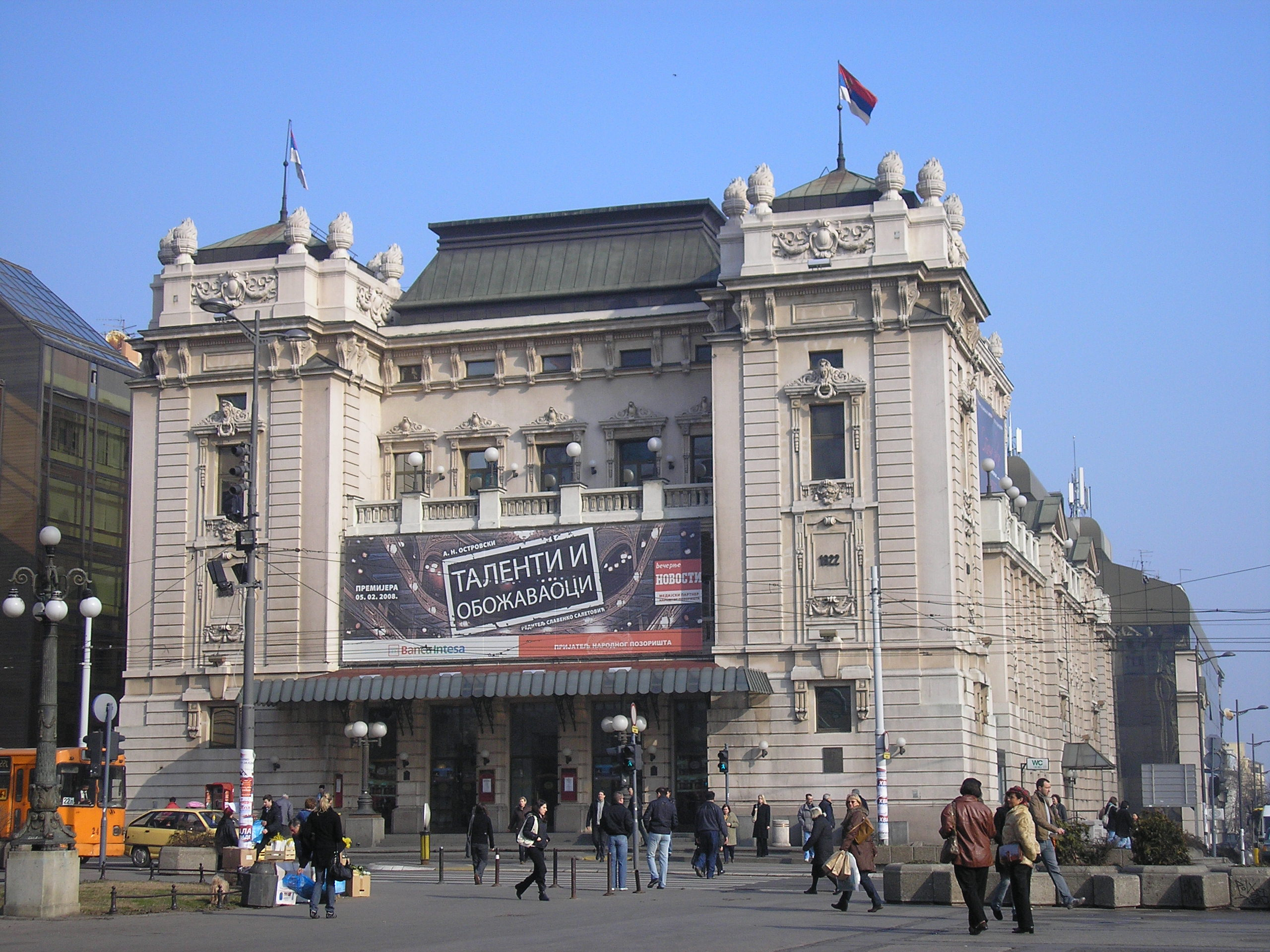
Le Théâtre national
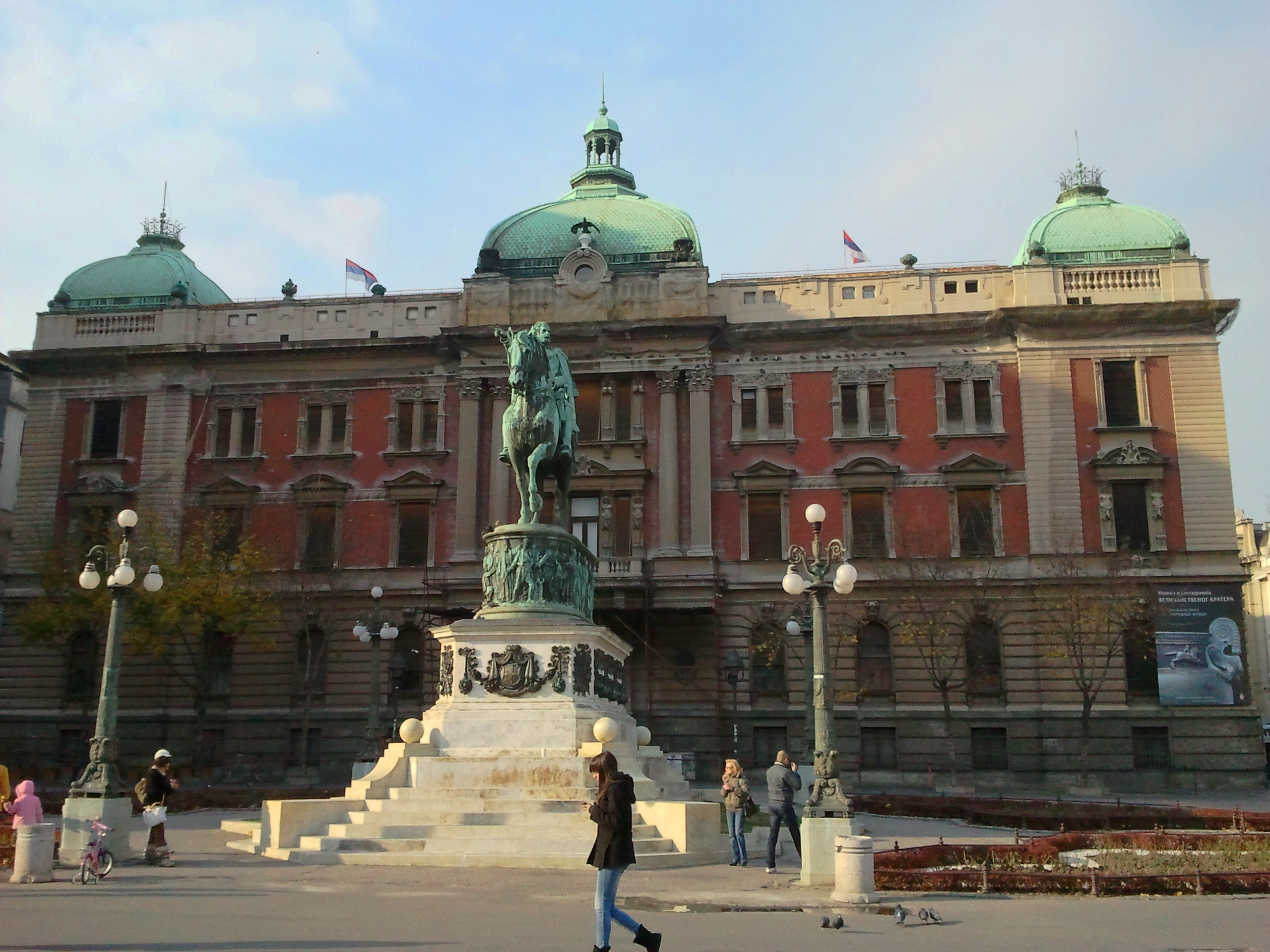
Le Musée national

Monuments protégés

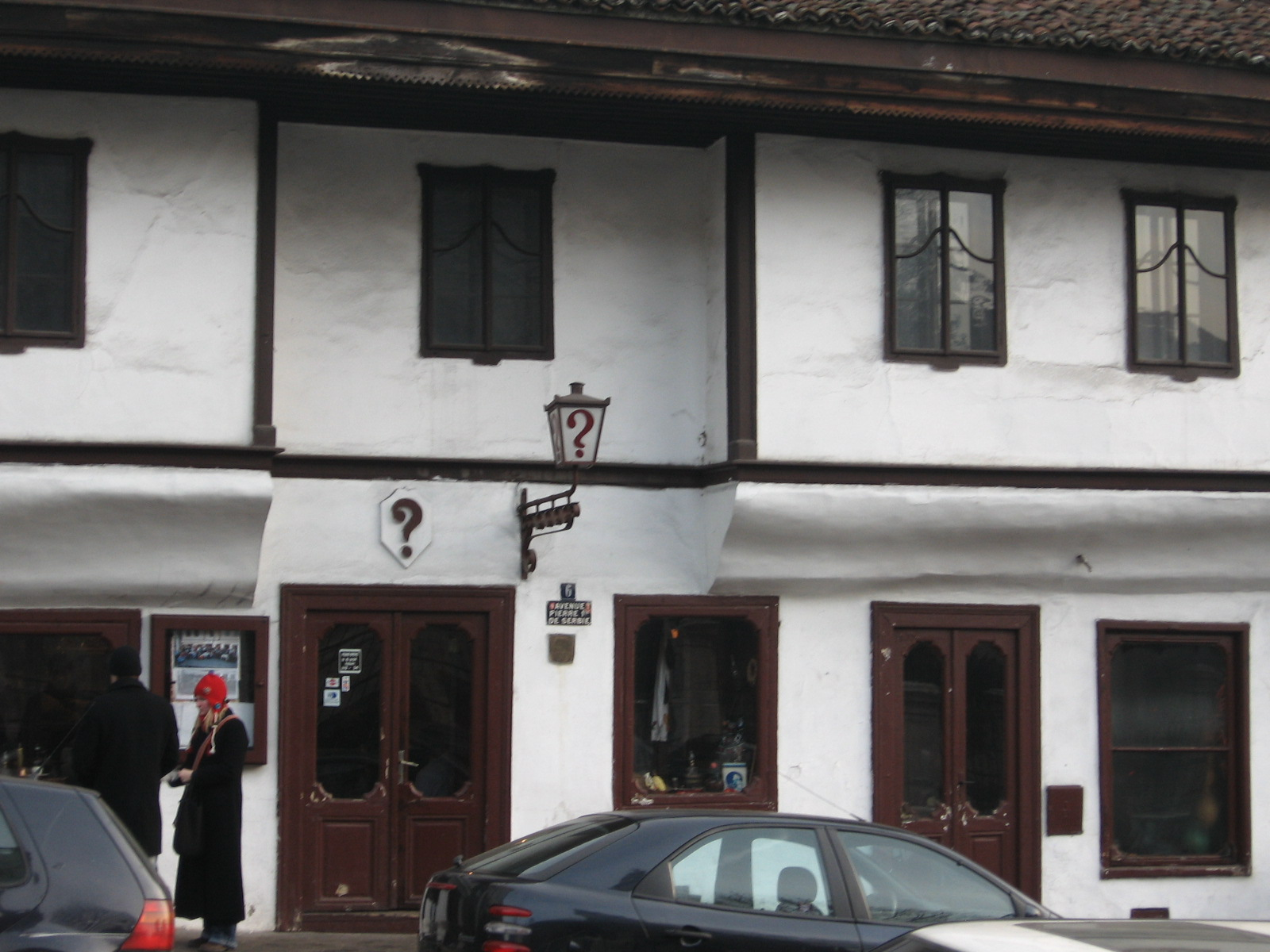
La Taverne « ? », rue Kralja Petra

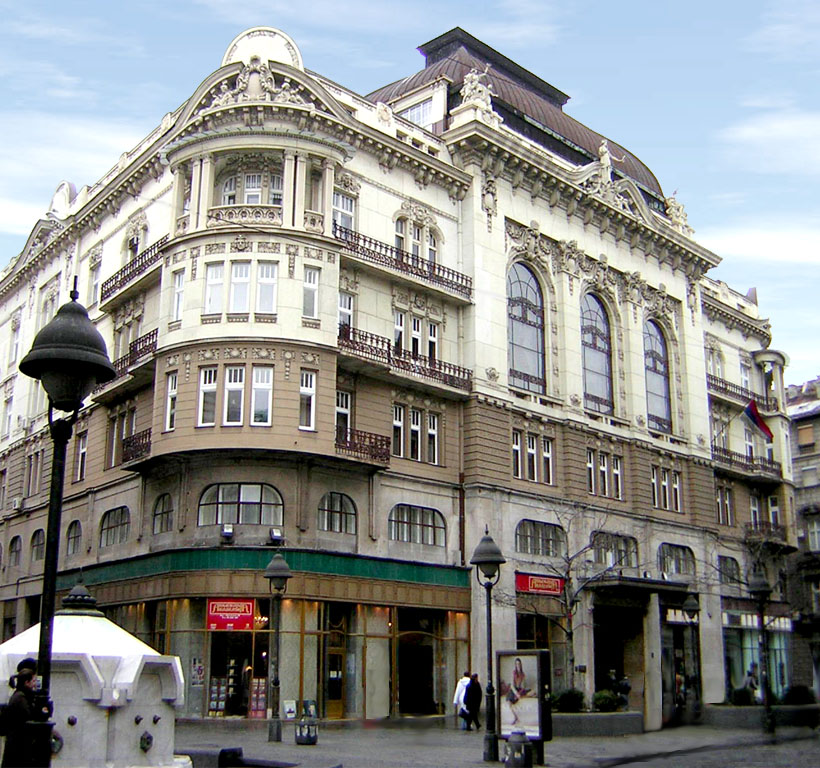
L'Académie serbe des sciences et des arts

- les vestiges de Singidunum (Kalemegdan), Ier-VIIe siècles[66],[67]
- le bâtiment de la Haute école (22 rue Gospodar Jevremova), fin du XVIIIe siècle[68],[69]
- la Taverne « ? » (6 rue Kralja Petra), 1920[70],[71]
- l'École d'art de Belgrade (4 rue Kralja Petra), vers 1836[72],[73]
- le site commémoratif de la remise des clés (Kalemegdan), 1867/1967[74],[75]
- Maisons situées 46, 48 et 50 rue Knez Mihajlova, 1869-1870[76],[77]
- l'Hôtel Sprska kruna (56 rue Knez Mihailova), 1869[78],[79]
- la maison de Nikola Predić (14 rue Vuka Karadžića), 1871[80],[81]
- la maison de Dimitrije Krsmanović (2 rue Kneza Sime Markovića), 1898-1899[82],[83]
- l'École élémentaire du roi Pierre (7 rue Kralja Petra), 1905-1906[84],[85]
- le Pavillon des arts Cvijeta Zuzorić (Kalemegdan), 1908[86],[87]
- la maison de Mihailo Đurić (13 rue Gospodar Jevremova), vers 1910[88],[89]
- la maison de Mika Alas (22 Kosančićev venac), 1910[90],[91]
- la banque commerciale (26 rue Knez Mihailova et 12 rie Zmaj Jovina), 1912[92],[93]
- la kafana Ruski car (7 rue Knez Mihailova et 29 Obilićev venac), 1922-1926[94],[95]
- l'immeuble de l'Académie serbe des sciences et des arts (35 Knez Mihailova), 1924[96],[97]
- le Victor (Kalemegdan), 1928[98],[99]
- le bâtiment du Patriarcat de Belgrade (6 rue Kneza Sime Markovića), 1932-1935[100],[101]
- le tombeau des Héros nationaux de Kalemegdan, 1848[102],[103]

### Bâtiments protégés par la ville de Belgrade

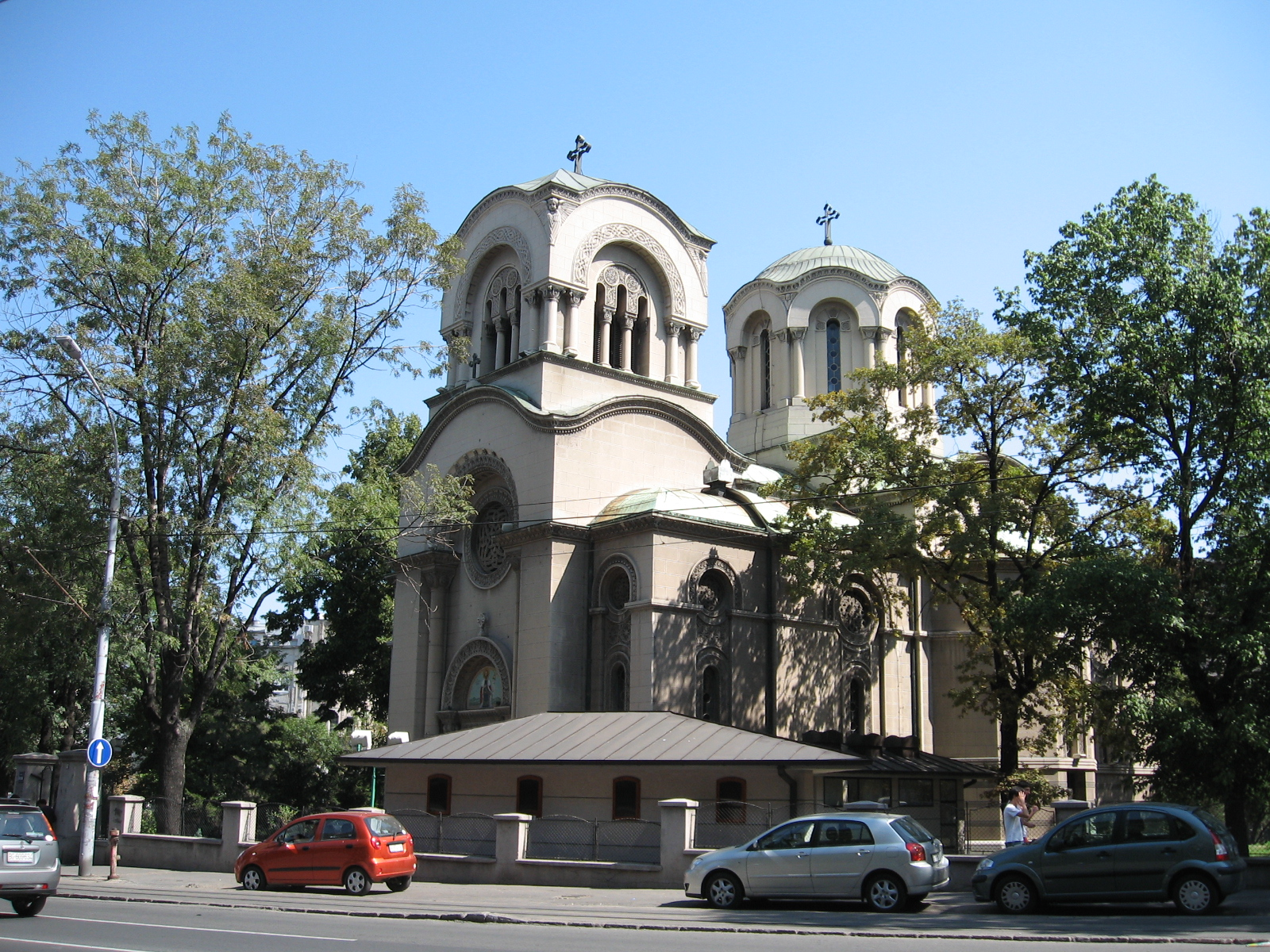
L'église Saint-Alexandre-Nevski

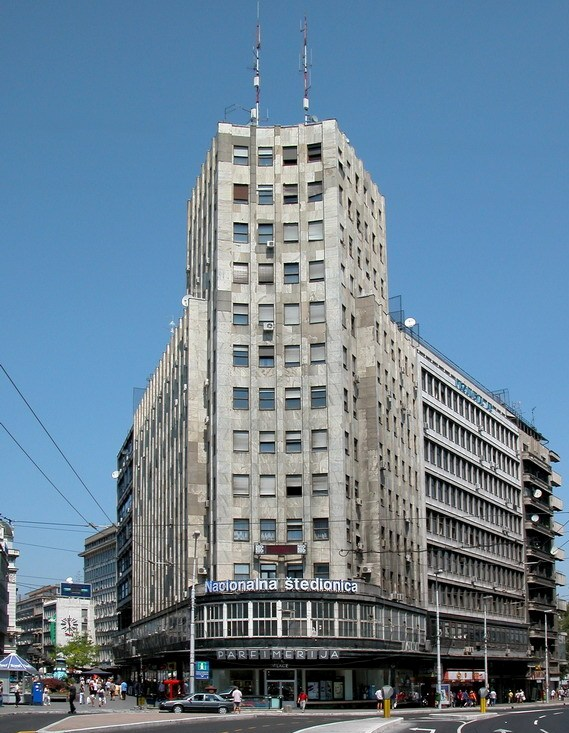
Le Palata Albanija

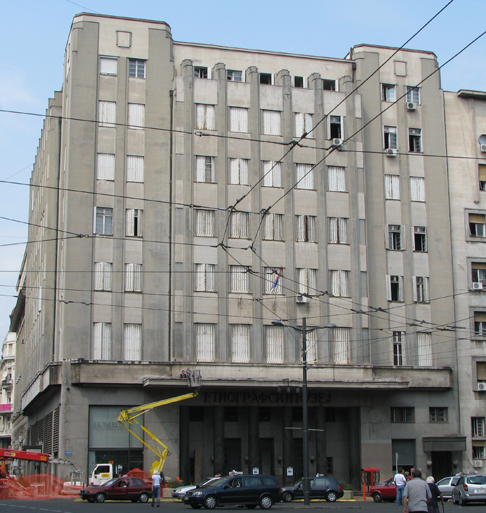
Le musée ethnographique de Belgrade

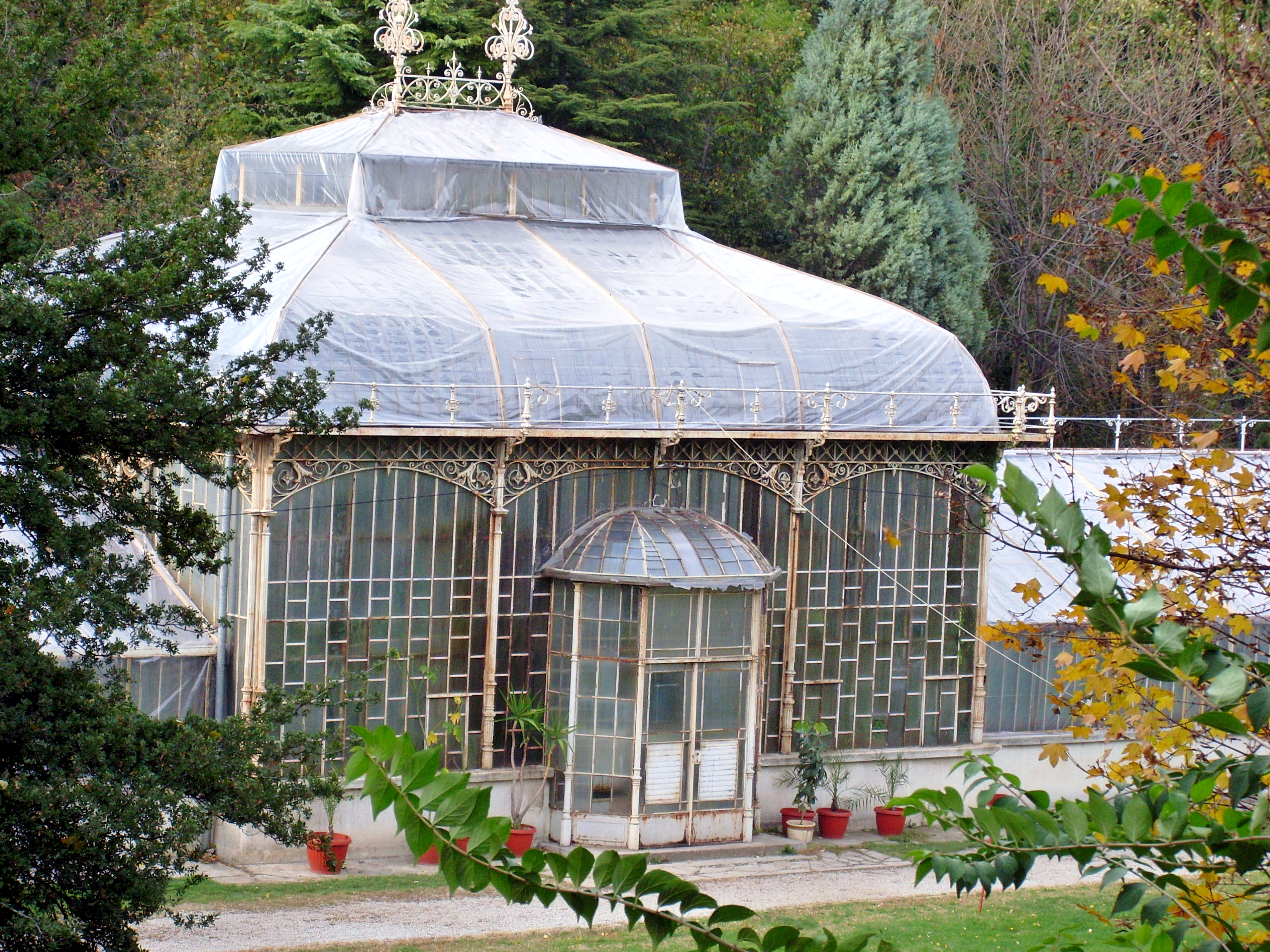
La serre du jardin botanique de Jevremovac

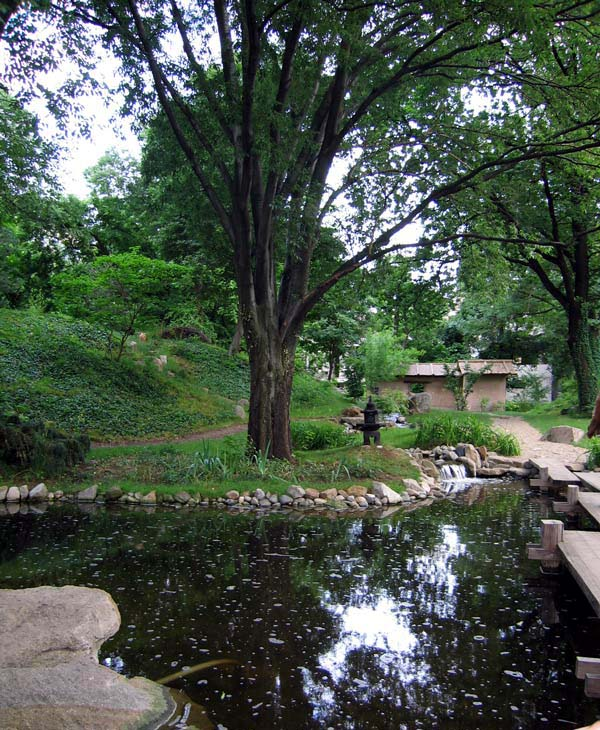
Le jardin botanique de Jevremovac

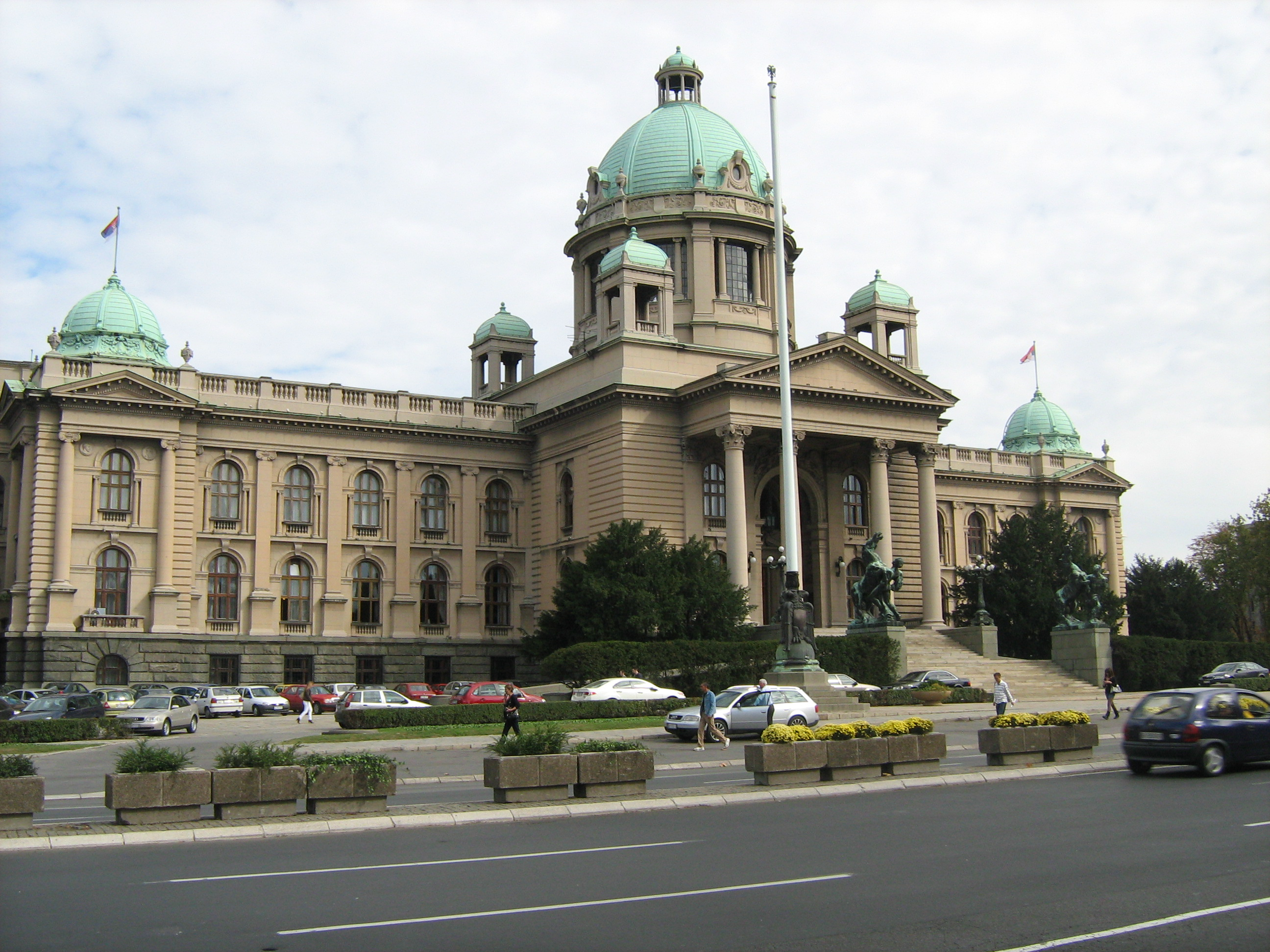
L'Assemblée nationale

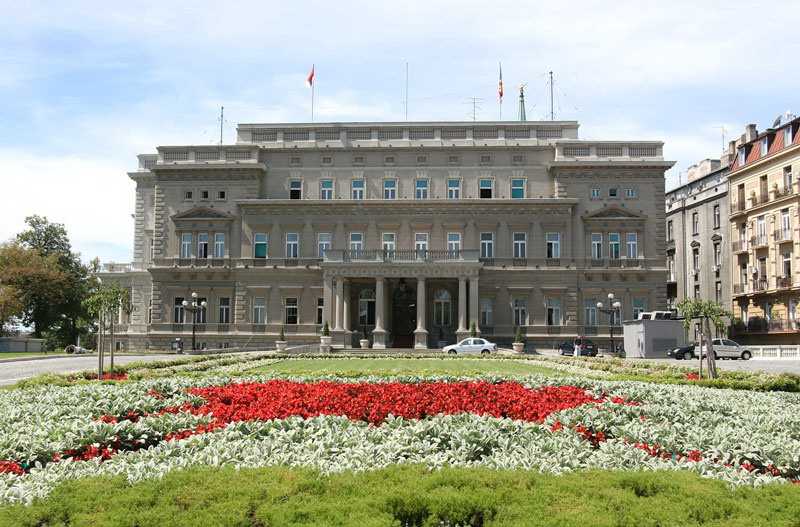
Le Stari dvor

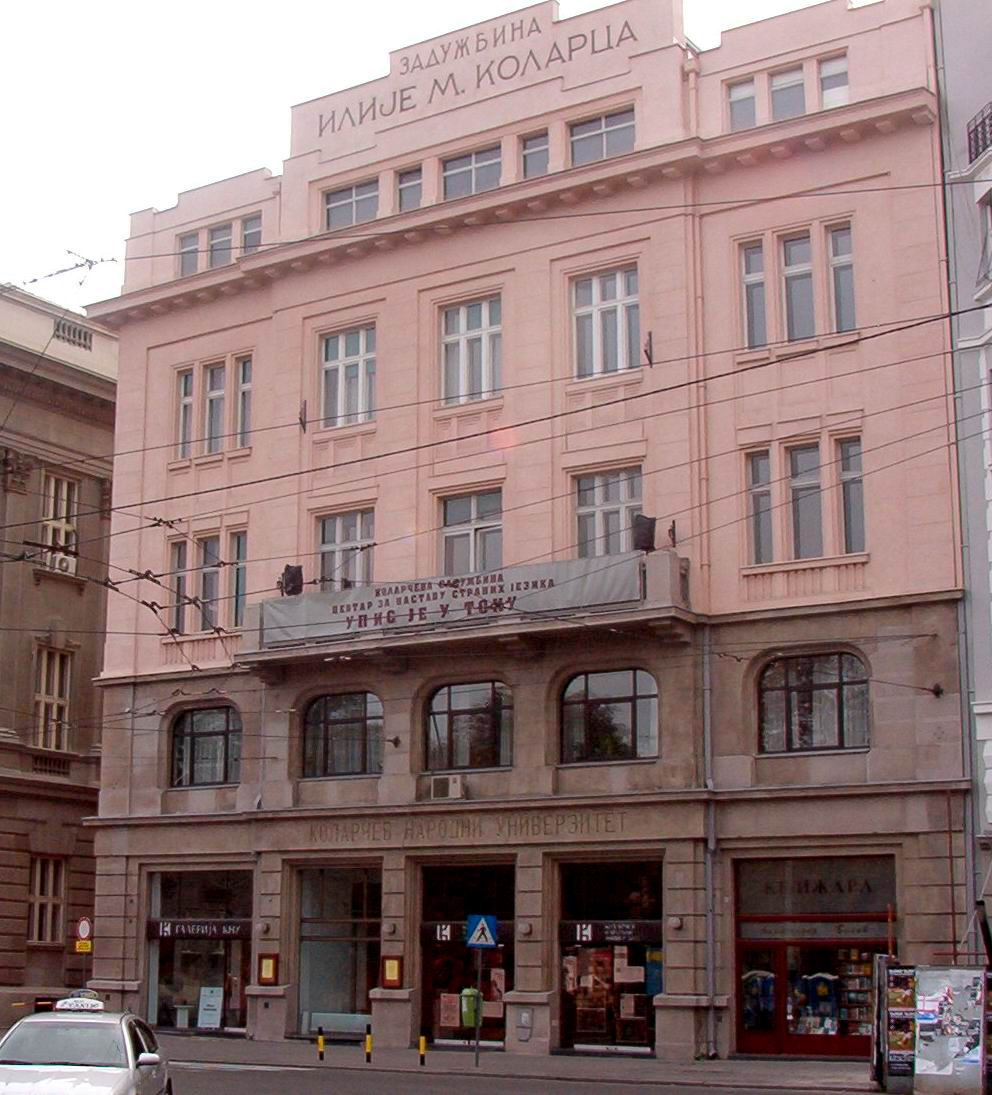
L'université Ilija Kolarac sur le Studentski trg

- le bâtiment de l'aéro-club (4 rue Uzun Mirkova et 36 rue Kralja Petra), 1945[104]
- la banque agraire (11 place Nikola Pašić et 3 rue Vlajkovićeva), 1932-1934[105]
- le Palata Albanija (2-4 rue Knez Mihailova et 12 rue Kolarčeva), 1940[106]
- la maison d'Andra Đorđević (21 rue Kneginje Ljubice), 1888[107]
- le palais Anker (26, Terazije), 1899[108]
- la maison des artisans (2 rue Hilandarska), 1931[109]
- le cinéma Balkan (16 rue Braće Jugovića), 1867-1870[110]
- le bâtiment de l'hôtel de ville (1 rue Uzun Mirkova), 1846[111]
- le bâtiment du fonds de pension de la cimenterie de Beočin (10 Bulevar despota Stefana et 21 rue Braće Jugovića), 1934[112]
- la maison de Beta et Rista Vukanović (13 rue Kapetan Mišina), 1901[113]
- la maison de Branislav Kojić (6 rue Zadarska), 1926[114]
- la maison de Miloš Savčić (1 rue Kralja Milana), 1926[115]
- la maison de Vitomir Konstantinović(3 rue Kralja Milana), 1926-1927[116]
- l'immeuble Igumanov (31, Terazije), 1938[117]
- l'immeuble de Ljubomir Miladinović (6 rue Svetogorska), 1938[118]
- l'église Saint-Alexandre-Nevski (39 rue Francuska), 1912-1929[119]
- le bâtiment de l'Académie de commerce (48 rue Svetogorska), 1926[120]
- la fontaine de Čukur (30 rue Dobračina), 1931[121]
- un grand magasin (16 rue Kralja Petra), 1907[122]
- la maison de Dimitrije Živadinović (16 rue Gračanička), 1904[123]
- la maison de Lazar Paču (14 rue Simina)[124]
- la maison de Stanoje Stanojević (32 rue Svetogorska), 1897-1899[125]
- le bâtiment de l'école d'économie (5-7 rue Cetinjska), 1929[126]
- l'école élémentaire de Dorćol (23 rue Cara Dušana), 1893[127]
- l'école élémentaire de Palilula (41 rue Takovska), 1894[128]
- la maison de Miladin Pećinar (5 rue Pop Lukina), 1928[129]
- le musée ethnographique (2 rue Uzun Mirkova), 1933-1934[130]
- la maison de Filip Filipović (37 rue Takovska), fin du XIXe siècle[131]
- la maison d'Elijas Flajšman (10 rue Cara Dušana), 1724-1727[132]
- la maison Hristić-Mijušković (3 rue Dobračina), 1930[133]
- la maison de Jakov Čelebonović (18 rue Vuka Karadžića), 1927-1929[134]
- le jardin botanique de Jevremovac (43 rue Takovska), 1889[135]
- l'immeuble de Josif Šojat (14 rue Brankova), 1935[136]
- la maison de Jovan Skerlić (42 rue Gospodar Jovanova et 17 rue Kneginje Ljubice), années 1910[137]
- la maison de Jovan Smederevac (27 rue Nušićeva), 1901[138]
- le bâtiment de l'université Kolarac (5 Studentski trg), 1929[139]
- la Kopitareva gradina[140]
- la maison Krsmanović sur Terazije (34, Terazije), 1885[141]
- la maison de Leona Panajot (31 rue Francuska), 1908[142]
- l'Hôtel Majestic (28, Obilićev venac), 1936-1937[143]
- la maison commémorative de Radeta Stanković (15 rue Simina), 1912[144]
- la maison Crvenčanin (15 rue Kralja Petra), 1887[145]
- la maison Stamenković (41 rue Kralja Petra), 1907[146]
- la maison de Milan A. Pavlović (18 rue Gračanička), 1912[147]
- l'atelier photographique de Milan Jovanović (40, Terazije), 1903[148]
- la maison de Milan Piroćanac (7 rue Francuska et 20 rue Simina), 1884[149]
- la maison de Milorad Pavlović (11-13 rue Kralja Petra), 1884[150]
- la maison Milovanović (15 rue Dobračina), 1884[151]
- le bâtiment du ministère des Postes (2 rue Palmotićeva et 13 rue Majke Jevrosime), 1926-1930[152]
- un garage moderne (30 rue Majke Jevrosime), 1929[153]
- le monument de Dositej Obradović (Studentski park), 1914[154]
- le monument de Josif Pančić (Studentski park), 1897[155]
- le monument de Moša Pijade (rue Makedonska)[156]
- l'Hôtel Nacional (9 rue Pariska), 1869[157]
- le bâtiment de l'Assemblée nationale (13 place Nikola Pašić), 1907-1936[158]
- le Nouveau palais (1 Andrićev venac), 1911-1922[159]
- la maison de Nikola Pašić (21 rue Francuska), 1872[160]
- le Stari dvor (2 rue Dragoslava Jovanovića), 1881-1884[161]
- la maison de Đorđe Krstić (23 rue Kneginje Ljubice), 1890[162]
- la maison Pavlović (39 rue Gospodar Jevremova), 1882[163]
- le bâtiment du fonds de pension (3 place Nikola Pašić et 29, Terazije), 1938-1940[164]
- le bâtiment du PRIZAD (2 Obilićev venac), 1937[165]
- la maison d'édition et librairie Geca Kon (12 rue Knez Mihailova), 1901[166]
- la maison de Radisav Jovanović (5 rue Stevana Sremca), 1910[167]
- le bâtiment de la Croix rouge (19 rue Simina), 1879[168]
- la maison Ribar (32 rue Francuska), 1920-1922[169]
- la maison de Dragomir Arambašić (20 rue Gospodar Jevremova), 1906[170]
- le bâtiment de l'association Saint-Sava (11 rue Cara Dušana), 1924[171]
- la maison de Saint-Sava (13 rue Cara Dušana), 1890[172]
- le bain des frères Krsmanović (45a rue Cara Dušana), 1901-1926[173]
- la maison de Stevan Kaćanski (18 rue Simina), 1830[174]
- la maison de Stevan Mokranjac (16 rue Dositejeva), 1872[175]
- la fontaine de Terazije (Terazije), 1860[176]
- le Premier lycée de Belgrade (61 rue Cara Dušana), 1938[177]
- le Premier hôpital (19 rue Džordža Vašingtona), 1868[178]
- le Second lycée de filles (31 rue Kraljice Natalije), 1933[179]
- l'atelier d'Uroš Predić (27 rue Svetogorska), 1908[180]
- le club des vétérans (19 rue Braće Jugovića), 1929-1932[181]
- l'immeuble de la Banque d'épargne de Vračar (9 rue Kralja Milana), 1906[182]
- les maisons des travailleurs (30-32 Gundulićev venac ; 13 rue Venizelosova ; 3-5, rue Herceg Stjepana ; 14-16 rue Senjanina Ive), 1909[183]
- la maison de Zdravko Đurić (7 rue Prizrenska), 1934[184]

## Culture

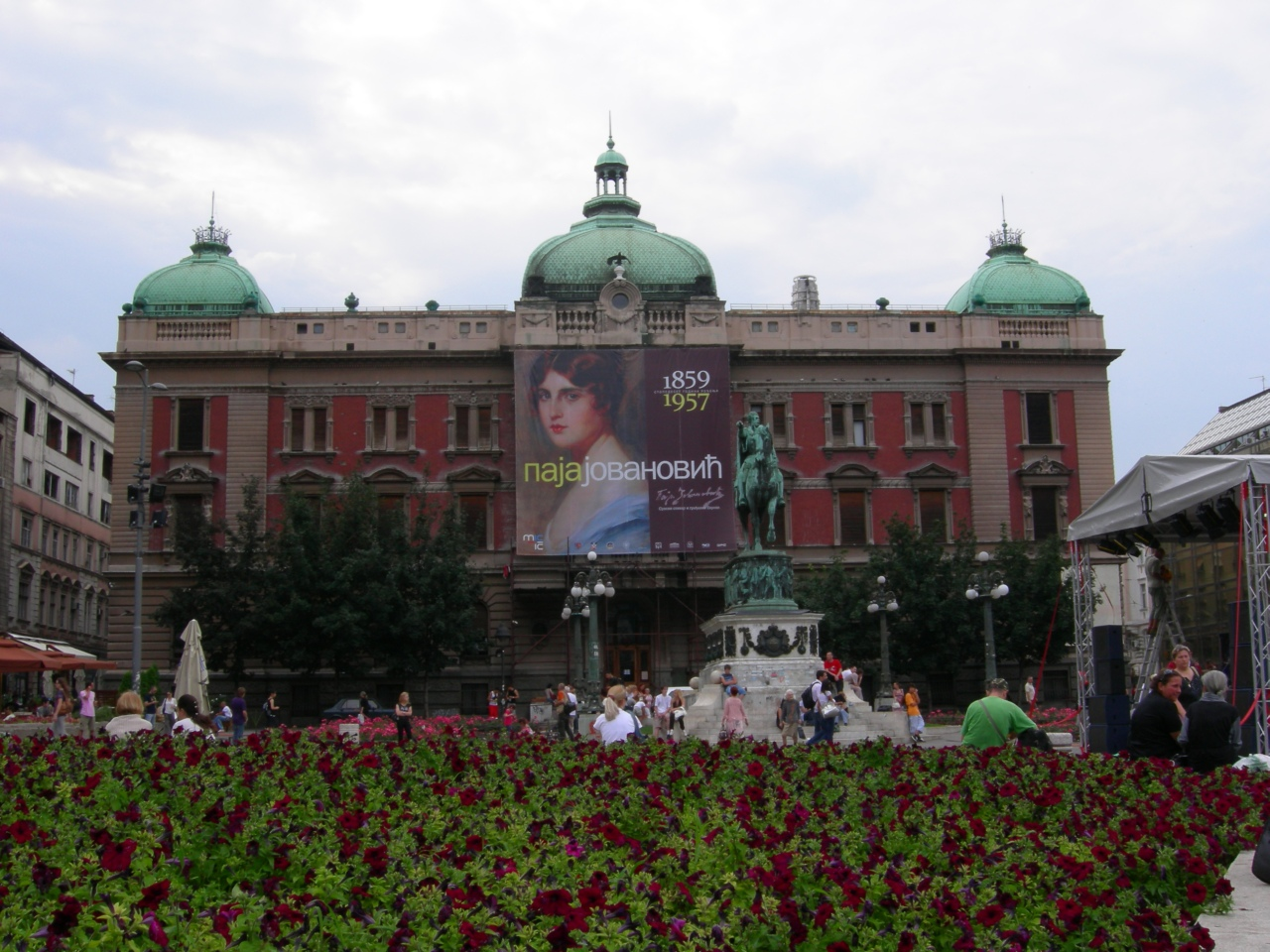
Le Musée national de Belgrade

De nombreuses institutions culturelles et musées se trouvent dans la municipalité de Stari grad :
- l'Académie serbe des sciences et des arts[185] (35 rue Knez Mihailova)
- le musée des Arts appliqués[186] (18 rue Vuka Karadžića)
- le musée national de Belgrade[187] (1a Trg republike)
- le konak de la princesse Ljubica (8 rue Kneza Sime Markovića)
- le musée de l'Église orthodoxe serbe (5 rue Kralja Petra)
- le musée militaire de Belgrade[188] (Kalemegdan)
- le musée de la forteresse de Belgrade (Kalemegdan)
- le musée ethnographique de Belgrade[189] (13 Studentski trg)
- le musée de la pédagogie de Belgrade[190] (14 rue Uzun Mirkova)
- le musée de la ville de Belgrade[191] (1 Zmaj Jovina)
- le musée des Arts dramatiques[192](19 rie Gospodar Jevremova)
- le musée historique juif de Belgrade[193] (71/1 rue Kralja Petra)
- le musée de Vuk et Dositej (21 rue Gospodar Jevremova)
- le musée de l'automobile de Belgrade[194] (30 rue Majke Jevrosime)

## Coopération internationale
- Yermasóyia (Chypre)
- Kotor (Monténégro)
- Staré Mesto, Bratislava (Slovaquie)
- Centar, Skopje (Macédoine)
- Erzsébetváros, Budapest (Hongrie)